# 布賴滕巴赫河
47°43′18″N 11°43′38″E / 47.721790906305°N 11.727326480556°E

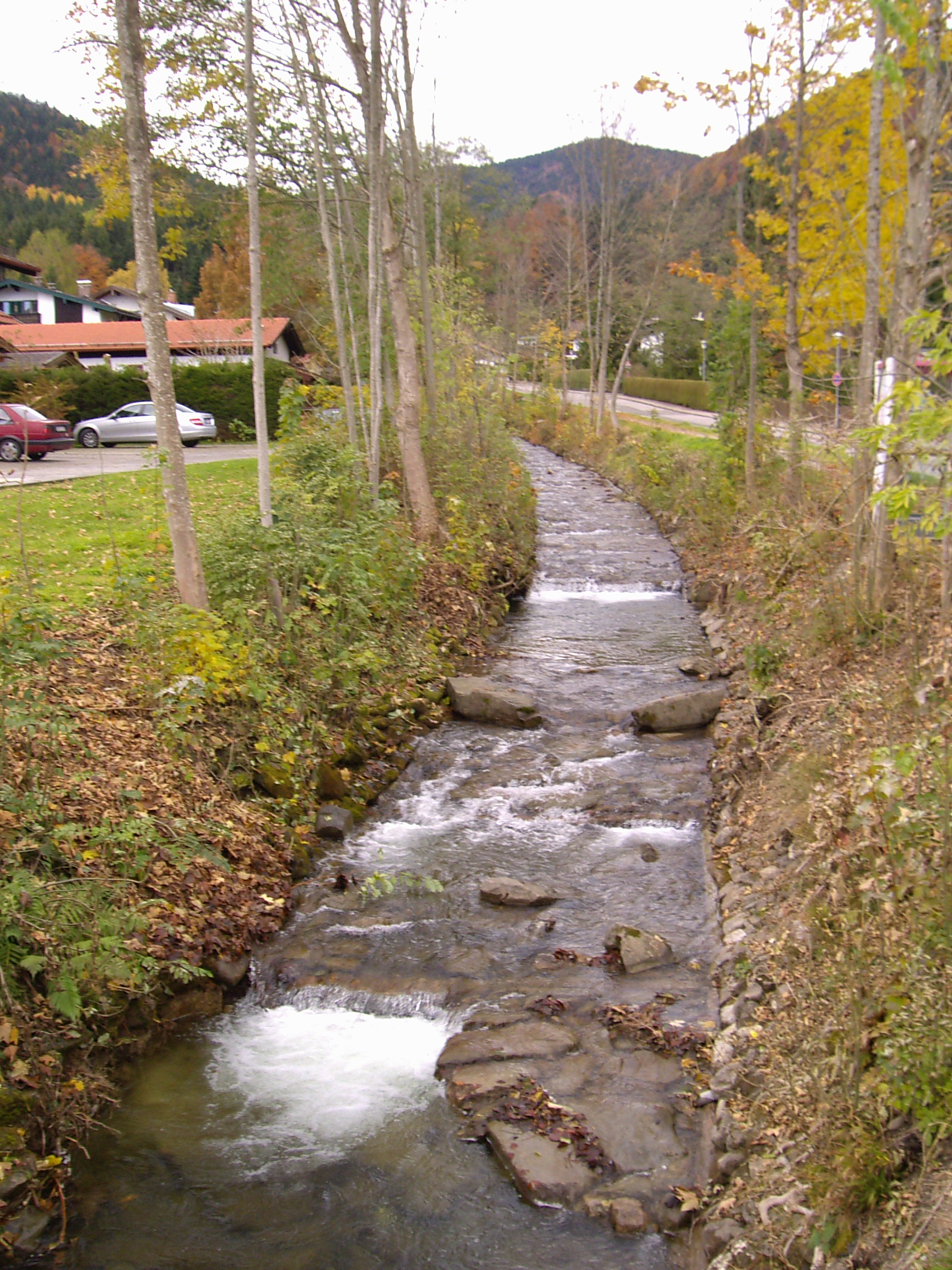
布賴滕巴赫河

布賴滕巴赫河（德語：Breitenbach），是德國的河流，位於該國東南部，由巴伐利亞負責管轄，河道全長5.3公里，該河流最終在巴特維塞附近注入泰根湖。